# Elektronika 60

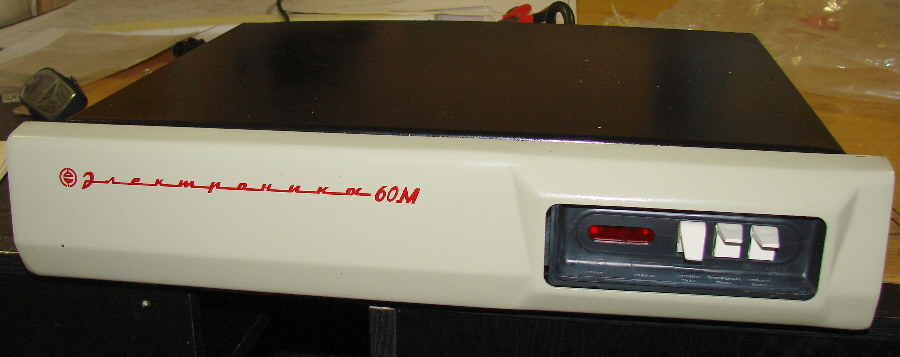
Elektronika 60М

Elektronika 60 (rusky Электроника 60) byl počítač vyráběný od roku 1978 v Sovětském svazu společností Elektronika se sídlem ve městě Voroněž. Byl to klon LSI-11 (vyrobený americkou firmou Digital Equipment Corporation).
CPU Elektroniky 60 byla přímo osazena na desce spolu s 15IE-00-013 terminálem a I/O zařízeními. Hlavní výpočetní jednotka byla umístěna na M2 CPU desce. 
Technické specifikace M2 CPU:
- Délka slova: 16 bit
- Adresní prostor: 32K-slov (64KB)
- Velikost RAM: 4K-slova (8KB)
- Počet instrukcí: 81
- Maximální rychlost: 250,000 operací za sekundu
- Přetečení po: 32 bit
- Počet VLSI čipů: 5
- Rozměry desky: 240 × 280mm

Originální verze Tetrisu byla pro tento počítač vytvořena programátorem Alexejem Pažitnovem. Protože Elektronika 60 neměla žádný grafický koprocesor, byly bloky tvořeny z textu.